# Negima
Negi, Magimagistern (魔法先生ネギま!, Mahō Sensei Negima) är en komisk haremmanga och anime av Ken Akamatsu, mest känd som Negima!. Mangan ges ut av Kodansha och serialiseras i japanska Shonen Magazine. Negima har även serialiserats i svenska Manga Mania. Animen, producerad av XEBEC, började sändas 2005, och sedan dess har två OVAer och en alternativ berättelse, Negima!?, kommit och är producerad av Shaft. Casting för en live action-serie baserad på Negima! har dragit igång och beräknades komma igång under 2008.
Serien handlar om den tioåriga trollkarlen Negi Springfield som nyligen examinerats från magiskolan i Storbritannien. Han kommer till Japan från Wales för att undervisa i engelska för en flickklass, som en del i träningen för att bli en Mäster Magus, det finaste yrket inom trollkarlsvärlden. Föga anar han att en högstadieklass enbart bestående av flickor kunde vara mer problematisk och konstigare än klass 2A.

## Klass 2A/3A
Klassföreståndare: Negi Springfield
Som klassföreståndare och engelsklärare är det inte lätt för ett tioårigt underbarn från Wales som Negi att hålla reda på sina skojfriska elever i Magiras högstadium. Negi är godhjärtad och mycket optimistisk, men lite naiv. Ibland visar Negi en mognad som man inte förväntar sig av ett barn. Det är sällan man ser Negi utan sin långa stav som han fick av tusenmästaren, sin pappa Nagi Springfield.
Negis karaktärselement är vind, men han använder även åsk- och ljusmagi som han blir allt bättre på. Senare i serien går han dock mer över till mörk magi.
När den lille läraren nyser orsakar han en kraftig vindpust som kan blåsa upp kjolar på folk i närheten, eller ännu värre, när den blåser av offrets alla kläder (till Asunas stora förtret).
Han får inte avslöja för någon att han kan magi, för då kommer hans straff i värsta fall bli att förvandlas till en hermelin.
För tillfället har Negi fullgjort 7 stycken magiska kontrakt med elever i sin klass, varav den senaste med Chisame Hasegawa.
Trivialt: Negis namn är en ordvits som betyder “Lök från Wales”, ett av hans japanska smeknamn (Negi-bozu) där “Bozu” betyder ungefär “plutt”, “unge”, betyder Negi-Bozu “Lökskalle”, vilket är en av sakerna som Evangeline inte tycker om.

### Sayo Aisaka
Student nummer 1: Sayo Aisaka (相坂 さよ, Aisaka Sayo), det olyckliga och ödmjuka yurei (spöke). Oftast mer skrämd än skrämmande, hon är osynlig för praktiskt taget alla, och hennes närvaro går ofta förbi obemärkt (Takahata placerade henne i Negis klasslista med en anteckning att han inte skulle flytta på hennes bänk/stol). Under en klassomröstning före Magirafestivalen råkade Negi frånvarande räkna upp henne under ett upprop. Ibland ser hon ner på sig själv som spöke. (Ramlar fast hon inte har några ben). Sayo har varit utan vänner i ungefär 60 år sen hon dog, vilket gjorde henne väldigt desperat att finna en vän. Hennes försök att prata till resten av klassen ledde till en massa makalösa händelser under förberedelserna för Skolfestivalen eftersom alla misstog henne för att vara en ond ande, (vilket stärktes av Nodokas pactio som fick Sayo att se ut som en ond ande). Hon blev nästan skickad till himlen av Mana och Setsuna, men Kazumi hade tagit ett foto av henne när hon grät och förstod vad som verkligen hände, räddade henne och blev hennes vän. Alla trodde att Sayo hade gått över till andra sidan, men hon hade bara blivit osynlig. Hon dök upp senare under festivalen för att fråga Negi om han ville vara med henne. Hon tackade Negi och Kazumi för att ha blivit deras vän. Hon hänger för tillfället ihop med (hemsöker?) Kazumi som sitter bredvid henne i klassrummet. Hon har då och då sällskap av ett par Hitodama.
I animen dog Sayo när hon skyddade sin lillasysters blommor från en storm. Hon är osynlig för alla utom Kazumi som började se henne när hon letade efter sin historia. Evangeline utförde en trollformel som tillät henne att vara med resten av klassen. 
I mangan, enligt karaktärsanteckningarna i slutet av volym 9 (Del Ray pocket), var Sayos förflutna meningen att ta en mörkare vändning eftersom Sayo var ett av offren i en serie av mord som utfördes vid grundandet av skolan. Efter att ha varit död så länge har hon förlorat sitt minne av alla händelser kring hennes mord. Idén påbörjades eftersom Sayo inte verkar ha något som helst intresse i att försöka minnas händelserna kring sin död. (Seiyū: Yuri Shiratori).

### Yuna Akashi
Student nummer 2: Yuna Akashi (明石 裕奈, Akashi Yūna) Födelsedag: 1 juni 1988. En atletisk flicka som spelar basket och ofta ses tillsammans med Makie, Ako och Akira (sportklubbarna). Hennes pappa är professor Akashi som undervisar på Magiraakademin. Hennes pappa är faktiskt en trollkarl, men det vet Yuna inte. Hennes mamma dog när Yuna var liten. Hon är den busigaste bland sportflickorna. Hon har en svaghet för konstiga produkter från en TV-shopkanal (programmet sänds under skoltid, men eftersom hon inte står ut med att missa det spelar hon in det). (Seiyū: Madoka Kimura).

### Kazumi Asakura
Student nummer 3: Kazumi Asakura (朝倉 和美, Asakura Kazumi). Född den 10 januari 1989. Klassreportern som alltid har en kamera i handen. Hon gillar att få scoop på allting som pågår och är en del av Magira Paparazzi. Hon var en av de första i klassen att få veta Negis hemlighet som hon avslöjade av en tillfällighet i Kyoto när hon undersökte ryktet att någon sagt henne älska Negi. Fastän hon hela tiden hotade med att avslöja Negis hemlighet för världen blev hon övertalad att hålla tyst om det och kan tillfälligt bli sedd när hon sammansvärjer sig med Chamo. Hon var hallåa och domare under Magiras Sportturnering. Kazumi blir förföljd (eller hemsökt) av Sayo som hon har blivit vän med och är en av de få människor som kan se henne. Hon liknar Mitsune Konno (Kitsune) i Love Hina. (Seiyū: Ayana Sasagawa Va: Monica Rial).

### Yue Ayase
Student nummer 4: Yue Ayase (綾瀬 夕映, Ayase Yue). Födelsedag: 16 november 1988. Den coola latmasken. Förutom att vara en talangfull bokälskare hatar hon att studera och är bland dem som har lägst betyg i klassen. Hon är medlem i ”Pucko Rangers” läxläsningsgrupp (en parodi på Power Rangers–serien och Super Sentai-genren som de kom ifrån) – hon är ”Pucko Svart” och anses vara gruppens ledare. Yue är också medlem i Biblioteksutforskarna och ses ofta tillsammans med Nodoka och Haruna (som kallar henne "Yuecchi" ゆえっち). Hon gissade sig till Negis hemlighet efter Kyotoutflykten, efter att ha sett attacken på Kansai Magiförenings högkvarter och efter att ha lärt sig lite magi under Magirafestivalen. Till skillnad från sitt vanliga skolarbete studerar Yue magi med beslutsamhet (hon tillbringar över 3 timmar per dag till övning). Hon är en stark supporter av Nodokas känslor för Negi och uppmuntrar henne att försöka inleda ett förhållande med honom. Även hon får känslor för Negi men hon lyckas hålla detta hemligt för Nodoka fram till skolfestivalen. Nodoka förlät henne och med hennes tillåtelse blev Yue den femte personen att ingå en överenskommelse med barnläraren. Hennes speciella tillhörigheter är en bok, en mantel, en häxhatt och en kvast, vilket praktiskt taget är nybörjarpaketet för alla magielever. Dess krafter blir gradvis avslöjade.
I animen använder Yue kvasten för att kasta blixtar på fienderna i sista avsnittet. Hon finner också en udda vänskap i Kotarō efter Kyoto-incidenten. Hon syns ofta drickande ovanliga drycker, olyckligtvis leder hennes oavbrutna drickande till att hon använder badrummet ganska ofta. (Seiyū: Natsuko Kuwatani, VA: Brina Palencia)
Anteckning: En rad i Del Rey–översättningen sa att hon var Konokas kusin, men detta var ett tryckfel (orden i bubblan som var riktad mot henne var menade för Konoka).

### Ako Izumi
Student nummer 5: Ako Izumi (和泉 亜子, Izumi Ako). Födelsedag: 21 november 1988. En blyg atletisk flicka som arbetar som skolsysterns assistent. En intressant poäng är att hon är rädd för att se blod, vilket gör hennes position som systers assistent ganska udda. Hon har ett stort ärr längs sin rygg, vilket hon gör allt för att dölja för andra och är källan till hennes dåliga självförtroende, eftersom hon tror att märket gör henne ful och oönskad. Hon ses ofta tillsammans med sin rumskamrat Makie, Yuna och Akira. Hon tränar pojkarnas mellanstadiefotbollsklubb på Magira och är chef för 3A:s sanitära anläggningar. Hon ser inte på sig själv som någon speciell och är en av de mer väluppfostrade eleverna i klassen, en kontrast mot busiga Yuna. Hon har talang för att spela bas. Hon har en äldre bror och erkände en gång sin kärlek till en äldre kille som inte besvarade den. Ako, som aldrig visade mycket intresse för den tioåriga Negi, blir stormförälskad i den äldre, tonåriga, versionen av honom (efter att ha tagit föråldringspiller) som hon tror är hans kusin, Nagi. (Seiyū: Kotomi Yamakawa).

### Akira Okouchi
Student nummer 6: Akira Okochi (大河内 アキラ, Ōkōchi Akira). En mycket tyst och atletisk flicka i simklubben. Hon är så bra på att simma att Magira Gymnasieskola redan vill rekrytera henne i förtid. Akira är kompis med Makie, Ako och Yuna. Hon liknar Motoko Aoyama i Love Hina till utseendet. (Seiyū: Azumi Yamamoto).

### Misa Kakizaki
Student nummer 7: Misa Kakizaki (柿崎 美砂, Kakizaki Misa) Födelsedag: 15 maj 1988. Ledaren av klassens hejaklacksledare, Madoka och Sakurako, och är också medlem i kören. Hon älskar att shoppa och hatar kolsyrade drycker. Hon tycker också om karaokee. Misa tycker också om termen "onee-san" när hon pratar om sig själv, om Negi är i närheten. Den enda flickan i klassen som har en stadig pojkvän. (Seiyū: Shizuka Itou).

### Asuna Kagurazaka
Student nummer 8: Asuna Kagurazaka (神楽坂 明日菜, Kagurazaka Asuna) Födelsedag: 21 april 1988 (i animen 23 oktober 1988). Mycket är inte känt om hennes barndom förutom att hon som barn brukade följa med Nagi Springfields trupp. Efter vissa händelser lämnas Asuna på Magira utan minnen från sin tid med Nagi. Asuna har heterokromi (ett av hennes ögon är blått, det andra är ganska grönblått). Hon hamnar ofta i bråk med andra, speciellt Ayaka (som är hennes "bästa vän sedan första klass").
Asuna är sämst i klassen när det kommer till prestationer i skolan. Därför är hon permanent medlem i läxhjälpgruppen “Baka Rangers” som betyder “Pucko Rangers”, hennes titel i gruppen är Röd (vilket hon inte uppskattar). Asuna är atletisk och stark, vilket är det enda hon är bra på. Asuna är medlem i konstklubben och har förbättrat sig i konsten efter att den nya läraren kom till klassen. Något som inte är förklarat än så länge är Asunas förmåga att generera ett magiskt kraftfält som tillåter henne att immobilisera magiska förmågor. Asuna bor ihop med Konoka och är Negis målsman när han är på skolan. I början var hon negativ till att Negi tog över Takahatas jobb som deras lärare (eftersom hon var kär i Takahata) och avskydde honom som pesten. Efter en tid börjar Asuna acceptera Negi och blir hans vän. Men efter ett tag blir det lite mer intimt emellan dem och det visar sig senare i serien att Negi frågar Asuna om hon vill följa med honom till Wales och bli hans officiella partner. Vad hon svarar kan bara läsas i Negima pocket.
Asuna brukar hänga ihop med Konoka större delen av tiden och sedan även med Setsuna längre fram. På fritiden brukar Asuna arbeta som tidningsbud för att betala för sitt uppehälle.
Övrigt: Asuna var den första som Negi gjorde en pactio med. Hennes kort visar att Asuna bär på ett långt, brett svärd (Ensis Exorcizans). Av någon oförklarlig anledning manifesterar vanligtvis svärdet sig som en lång harisen (solfjäder) i metall och är en effektiv demon-utrotare. I extrema situationer där Asuna känner starkt för något har svärdets riktiga gestalt visat sig. Asuna har även en kuslig förmåga att bli kär i äldre män ("Ojicon"), däribland Konokas pappa borta i Kyoto, och hennes förra klassföreståndare Takahata T. Takamichi.
Asunas “Störa Magiska Förmågor” (Anime): Asuna gjorde en pakt med en demon att ifall hon gav sitt liv till demonen så skulle ingen kunna attackera henne / de runt omkring henne med magi. Efter 10 år skulle Asuna dö.
Anime: Asunas förmåga att störa magiska förmågor kommer ifrån en pakt med en demon.
Seiyū: Akemi Kanda, VA: Luci Christian).

### Misora Kasuga
Student nummer 9: Är sprinter i friidrottslaget och brukar ibland klä sig som en nunna. I mangan är hon även en av de magiska eleverna på Mahora. Misora är mer välvårdad än de flesta andra i klassen. Misora brukar ibland besöka den magiska världen på loven.

### Chachamaru Karakuri
Student nummer 10:
Även om det är uppenbart att Chachamaru är en robot, är det få som har upptäckt det utan att få hjälp (Chamo och Chisame). Hon är aktiverad 1 april 2001 av Hakase och Chao, vilket gör henne till den yngsta i klassen. Chachamaru är Evangelines Ministra-magi och drivs till större delen av kugghjul och en liten del magi (i motsats till Chachazero). Hon lyder Evangeline blint eftersom hon är Chachamarus mästarinna, även om det är en grym handling hon uppfordras till. Även om Chachamaru är med den onda Evangeline är hon även mycket vänlig och hjälper folk och katter under sin fritid. Hon är väldigt skicklig i närstrid, vilket gör henne till en dödlig sköld för Evangeline under strid. Chachamaru som är en avancerad maskin börjar efter en tid utveckla känslor, vilket förvånar hennes skapare Hakase under festivalen.
Chachamaru är medlem i Go-klubben och teceremoniklubben, enbart för att Evangeline är med i dem.
Övrigt: Chachamaru är utrustad med alla tänkbara high-tech-prylar, från antimagifälla och jetmotorer till mycket annat som Hakase kan tänkas uppgradera henne med. Dessutom har hon blivit uppgraderad efter Mahorafestivalen.

### Madoka Kugimiya
Student nummer 11:
Den vettiga i klassens hejarklack som försöker förhindra sina vänner Sakurako och Misa att råka i för mycket trubbel. Hon gillar Gyudon-nudlar och accessoarer. Madoka lyssnar även på västerländsk musik, däribland Avril Lavigne som är hennes favorit.

### Fei Ku
Student nummer 12: en högst respekterad tjej från Kina bland skolans kampsportsutövare. Hon har vunnit de flesta turneringarna, däribland “Ultima Mahora Kampsportsturnering”. Fei besitter en 4000-årig kinesisk kunskap inom kampsport och är kapten i Mahoras chubukenklubb. Hon är inte så bra i skolämnen eftersom hon inte är så bra på japanska och hamnade därför i Pucko Rangers som Pucko Gul. Även om Fei inte är något vidare i skolan, är hon överlägsen i allt annat (påstår hon själv). Till sättet är hon oftast gladlynt, men något naiv när det kommer till relationer. Fei brukar på fritiden arbeta i “Chao Bao Zi”, en restaurang driven av Chao Lingshen. Något som Fei inte uppskattar är när Hakase testar sina uppfinningar på henne.
Fei är inte den typen som blir kär, men efter ett tag förstår hon att hon faktiskt har känslor för Negi. I hennes "klan" finns det en tradition att den första som kysser henne är hennes blivande man. Denna förste blir faktiskt Negi, via deras pactio.
Övrigt: Fei tar till sig Negi som en lärling inom kinesisk kampsport efter skolresan till Kyoto och har blivit duktig på kort tid efter träning. Hon är även bland de få som är medveten om Negis hemlighet.

### Konoka Konoe
Student nummer 13:
En glad och omtänksam tjej som bor på Mahora med sina rumskompisar Asuna och Negi. Hon bor där avskild från den magiska världen, precis som hennes far, ledaren i Kansais magiska samfund, önskat. Konoka sägs ha en otrolig förmåga inom läkandets magiska konst (Wilhelm påstod att hon hade potential att läka dem som var förstenade bortom räddning). Hon är besatt av det mystiska och är därför ordförande i spådomsklubben. Konoka tillhör även Biblioteksutforskarna. Märkvärdigt med Konoka är hennes besatthet av barndomskamraten Setsuna Sakurazaki, vilket har lett till spekulationer om deras relation. Senare blir hon tränad av Negi och Evangeline för att utveckla sin läkande förmåga.
Övrigt: Hennes farfar är rektor på Magiras skola. Konoka var den fjärde som gjorde en pactio med Negi. Konokas förmåga manifesterade sig efter att de hade gjort en misslyckad pactio tidigare, vilket skulle ha verkat som en katalysator för hennes magiska förmåga. Hennes pactio består av ett set som flera andra ministra i Negis grupp. Den har förmågan att hela vilken skada som helst inom 3 minuter efter att den åsamkats. Konoka brukar ibland avbildas med vita magikerkläder, en referens till hennes helande förmåga.

### Saotome Haruna
Student nummer 14:
En manipulativ tjej som tycks vädra dold kärlek mer än någon annan (oftast har hon rätt). Hon kallas ofta för Paru och är nära vän med Yue och Nodoka, och även medlem i Biblioteksutforskarna. Senare i serien gör hon en pactio med Negi, vars krafter låter henne måla vad hon vill och skapar detta till verklighet, detta funkar även för att göra levande saker i form av Golems.

### Sakurazaki Setsuna
Student nummer 15:
En svärdskvinna från samma skola som Motoko i Love Hina, Shinmeiryu. Hon bodde i Kyoto som liten, där hon var Konokas bästa vän. En gång när Konoka föll i en flod lyckades inte Setsuna rädda henne, vilket verkar ha gett Setsuna en väldig vilja att bli starkare så att hon kan skydda Konoka, som hon för övrigt kallar "Ojou-sama", vilket är ett fint sätt att tilltala en viktig, ung dam. Under seriens början skyddar hon dock henne endast från skuggorna, främst av blyghet att visa sin sanna form därför att hon är en halvdemon, en sorts fågel-demon. Detta minskar mer och mer under seriens gång, och flera händelser tyder på någon form av kärlek emellan de två, inte minst en konversation mellan henne och Negi i kapitel 82. Stora delar av klassen utgår mer eller mindre ifrån att Setsuna och Konoka är ett par, vilket hon inte tycker om. Setsuna är bland de starkaste i klassen.

### Makie Sasaki
Student nummer 16: Makie är en energisk tjej och medlem i den rytmiska gymnastikklubben. Hon är inte bra i skolan och är därför känd som "Baka Pink". Makie är en av de flickor i klassen som direkt börjar gilla Negi, vilket bara utvecklas allt eftersom historian går vidare.

### Sakurako Shiina
Student nummer 17: 
Sakurako är den glada och hyperaktiva medlemmen i klassens hejarklacksledar-grupp. Hon anses även vara väldigt tursam och när det är tid att göra val där de inte har någon aning om nånting så låter alltid Misa och Madoka henne att välja väg.

### Mana Tatsumiya
Student nummer 18: Mana är en lång, tyst och skrämmande tjej som, ovetande för de andra i klassen (förutom Setsuna), är en ökänd prisjägare i den magiska världen med ett våldsamt förflutet som ministra magica till en magiker och gör diverse andedräpande tillsammans med Setsuna. Mana är till strid en mycket skicklig prickskytt och är även oerhört kapabel till att använda pistoler i närstrid, hon anses vara den starkaste av henne, Ku och Kaede. Mana tillhör universitetets Biathlonklubb därför att ordföranden där liknar den magiker som hon var partner åt.

### Chao Lingshen
Student nummer 19:
Chao är förklarad som Mahoras största geni och är medlem i samtliga tekniska universitetsnivåklubbar och är rankad som nummer 1 på skolans lista över slutproven. Vad få vet är att Chao egentligen är Negis ättling 400 år framåt i tiden och kommer från kolonin på Mars. I mangan cirklar större delen av mangan, volym 10-18, runt hennes försök att blotta magin för den vanliga världen under Mahorafestivalen, vilket avslutas med att Chao reser tillbaka till framtiden. 
(sidnotering kan vara att hon är Chachamaru's "mamma").

### Kaede Nagase
Student nummer 20: Kaede är klassens ninja. Hon är lugn och sansad, och brukar campa i skogen på helgerna. Kaede får reda på Negis hemlighet ganska tidigt, och den kommer tydligen inte som en överraskning för henne. Hon är en av de starkaste i klassen, tillsammans med Fei Ku, Mana och Setsuna.